# Premier League (Namibië)
De Premier League is de hoogste voetbaldivisie van Namibië. De competitie werd opgericht in 1987 en bestaat uit 12 teams die hoofdzakelijk uit de hoofdstad Windhoek komen.

## Clubs 2012-2013
- African Stars
- Black Africa F.C.
- Blue Waters
- Eleven Arrows
- FC Civics
- Mighty Gunners F.C.
- Orlando Pirates
- Ramblers
- Rundu Chiefs
- Sport Klub Windhoek FC
- Tura Magic
- United Africa Tigers

## Kampioenschappen
- 1987 : Benfica
- 1988 : Blue Waters
- 1989 : Black Africa F.C.
- 1990 : Orlando Pirates
- 1991 : Eleven Arrows
- 1992 : Ramblers
- 1993 : Chief Santos
- 1994 : Black Africa F.C.
- 1995 : Black Africa F.C.
- 1996 : Blue Waters
- 1997 : geen kampioenschap
- 1998 : Black Africa F.C.
- 1999 : Black Africa F.C.
- 2000 : Blue Waters
- 2001/02 : Liverpool
- 2002/03 : Chief Santos
- 2003/04 : Blue Waters
- 2004/05 : FC Civics
- 2005/06 : FC Civics
- 2006/07 : FC Civics
- 2007/08 : Orlando Pirates
- 2008/09 : African Stars
- 2009/10 : African Stars
- 2010/11 : Black Africa F.C.
- 2011/12 : Black Africa F.C.
- 2012/13 : Black Africa F.C.

### Meeste titels
| Club              | Titels |
| ----------------- | ------ |
| Black Africa F.C. | 7      |
| Blue Waters       | 4      |
| FC Civics         | 3      |
| Chief Santos,     | 2      |
| Orlando Pirates   | 2      |
| African Stars     | 2      |
| Benfica           | 1      |
| Eleven Arrows     | 1      |
| Liverpool         | 1      |
| Ramblers          | 1      |

## Topschutters
| Year    | Best scorers                  | Team                  | Goals |
| 2001-02 | William Chilufya              | Liverpool             | 27    |
| 2003-04 | Costa Khaiseb                 | Ramblers FC           | 29    |
| 2004-05 | Armando Pedro                 | Blue Waters           | 23    |
| 2005-06 | Heinrich Isaacs               | FC Civics             | 20    |
| 2006-07 | William Chilufya              | FC Civics             | 17    |
| 2007-08 | Pineas Jacob                  | Ramblers FC           | 12    |
| 2008-09 | Jerome Louis                  | Black Africa          | 22    |
| 2009-10 | Jerome Louis                  | Black Africa          | 17    |
| 2010-11 | Harold Ochurub                | Mighty Gunners        | 12    |
| 2011-12 | Jerome Louis Richard Kavendji | Black Africa Hotspurs | 12    |